# Biturix pervenosa
Biturix pervenosa är en fjärilsart som beskrevs av Forbes 1939. Biturix pervenosa ingår i släktet Biturix och familjen björnspinnare. Inga underarter finns listade i Catalogue of Life.